# Каниц, Ганс Вильгельм Александр фон
Граф Ганс Вильгельм Александр фон Каниц (нем. Hans Wilhelm Alexander von Kanitz; 17 апреля 1841, Дружное, Зеленоградский городской округ — 30 июня 1913, Подаги, Варминско-Мазурское воеводство) — германский политический деятель.
Член прусской палаты депутатов и германского рейхстага, принадлежал к германской консервативной партии, выступал в защиту покровительственного таможенного тарифа и интересов сельского хозяйства и противником торговых договоров. Опубликовал «Суждения о пошлинах на зерно» (нем. «Aphorismen über Getreidezölle»; Берлин, 1879); «Das Wirthschaftsprogramm des Reichskanzlers» (Берл. 1879); «Die preuss. Ostprovinzen und die Zollreform» (1880).